# Войта, Йозеф
Йозеф Войта (чеш. Josef Vojta; 19 апреля 1935, Пльзень, Пльзень-город — 6 марта 2023) — чехословацкий футболист, выступал за сборную Чехословакии. Бронзовый призёр чемпионата Европы 1960. Серебряный призёр летних Олимпийских игр 1964.

## Биография

### Клубная карьера
Большую часть карьеры провёл в составе пражской «Спарты». В составе команды дважды стал чемпионом Чехословакии в сезонах 1964/65 и 1966/67 и принимал участие в Кубке европейских чемпионов.

### Карьера в сборной
Дебютировал за сборную Чехословакии в мае 1960 года, сыграв в двух матчах 1/4 финала отборочного турнира чемпионата Европы 1960 против сборной Румынии. По сумме двух матчей Чехословакия одержала победу со счётом 5:0 и вышла в основной турнир.
На чемпионате Европы Войта принял участие в обоих матчах сборной. 6 июля, в полуфинальной встрече со сборной СССР, Чехословакия потерпела поражение со счётом 0:3, а 9 июля, в матче за третье место против хозяев турнира сборной Франции, Чехословакия одержала победу со счётом 2:0 и стала бронзовым призёром чемпионата.
Всего за сборную Чехословакии провёл семь матчей. Помимо официальных игр, он также принял участие в двух товарищеских матчах в 1963 году, а свой последний матч за сборную провёл 18 мая 1966 года в товарищеской встрече с СССР.
Также Войта выступал за олимпийскую сборную страны. В 1964 году он принимал участие в летних Олимпийских играх 1964 года в Токио. На турнире игрок забил четыре мяча, а Чехословакия дошла до финала, где уступила Венгрии со счётом 1:2.

## Достижения
«Спарта» Прага
- Чемпион Чехословакии: 1964/65, 1966/67

Сборная Чехословакии
- Бронзовый призёр чемпионата Европы 1960

Олимпийская сборная Чехословакии
- Серебряный призёр летних Олимпийских игр 1964